# Jack Walsh
Jack Walsh (* 14. November 1933 als Raymond J. Walsh; † 25. Juli 2014 in South Pasadena, Kalifornien) war ein US-amerikanischer Schauspieler.

## Leben
Walsh begann seine Karriere Ende der 1960er Jahre als Darsteller in John Waters’ frühen Werken Mondo Trasho und Multiple Maniacs. Er war später auch in Pink Flamingos zu sehen. In George Lucas’ Frühwerk THX 1138 spielte er TRG, in David Lynchs Eraserhead stellte er  Mr. Roundheels dar. Außer einer einzelnen Seriengastrolle 1984 trat Walsh zwischen 1977 und 1992 nicht mehr als Film- und Fernsehschauspieler in Erscheinung. Er kehrte an der Seite von Dolly Parton und James Woods mit einer kleinen Rolle in der Komödie Sag’s offen, Shirlee vor die Kamera zurück. Neben weiteren kleineren Rollen wie in Equinox, Minnesota und Liebe per Express spielte er eine leicht größere Nebenrolle in David Lynchs Eine wahre Geschichte – The Straight Story. Seine bekannteste Rolle dürfte die des Tom Butler in Sam Raimis für zwei Oscars nominierter Literaturverfilmung Ein einfacher Plan gewesen sein.
In den 2000er Jahren war er vermehrt in Fernsehrollen zu sehen, unter anderem spielte er Gastrollen in Allein gegen die Zukunft, Scrubs – Die Anfänger und Dr. House. Er wirkte daneben in zwei Folgen der Sitcom How I Met Your Mother als Morris und in drei Folgen von Suburgatory als Marty Krupp mit.
Walsh starb im Alter von 80 Jahren an den Folgen einer Lungenerkrankung.

## Filmografie (Auswahl)

### Film
- 1969: Mondo Trasho
- 1970: Multiple Maniacs
- 1971: THX 1138
- 1972: Pink Flamingos
- 1977: Eraserhead
- 1983: Rita will es endlic wissen (Educating Rita)
- 1992: Equinox
- 1992: Sag’s offen, Shirlee (Straight Talk)
- 1994: Straßen zur Hölle (The Fence)
- 1996: Minnesota (Feeling Minnesota)
- 1998: Ein einfacher Plan (A Simple Plan)
- 1998: Liebe per Express (Overnight Delivery)
- 1999: Eine wahre Geschichte – The Straight Story (The Straight Story)
- 2000: Here on Earth
- 2007: Mr. Woodcock
- 2014: Jack & Iris (Kurzfilm)

### Fernsehen
- 1998: Allein gegen die Zukunft (Early Edition, Folge 3x06)
- 2001: Scrubs – Die Anfänger (Scrubs, Folge 1x02)
- 2005: Dr. House (House, M.D., Folge 1x13)
- 2009: Medium – Nichts bleibt verborgen (Medium, Folge 5x13)
- 2009, 2011: How I Met Your Mother (2 Folgen: 5x09 und 7x08)
- 2012–2013: Suburgatory (3 Folgen)
- 2013: Brooklyn Nine-Nine (Folge 1x03)